# Werner Piontek
Werner Piontek (* 10. April 1920 in Altenburg; † 2. Mai 1998 in Rostock) war ein deutscher Schauspieler und Synchronsprecher.

## Leben
Über das Leben des 1920 in Altenburg geborenen Werner Piontek sind nur lückenhafte Informationen vorhanden. Bevor er den Schauspielerberuf ergriff, fuhr er einige Zeit zur See. Erste Bühnenauftritte sind ab 1950 in Neustrelitz, Gera und ab 1963  in Meiningen sowie in Plauen, wo er 1972 verabschiedet wurde, nachzuweisen. Anschließend war er am Volkstheater Rostock engagiert. In mehreren Produktionen der DDR-Filmgesellschaft DEFA und dem Fernsehen der DDR stand er vor der Kamera. Für die DEFA wirkte er in einigen Spielfilmen als Synchronsprecher.
Werner Piontek verstarb im Jahr 1998 im Alter von 78 Jahren.

## Filmografie
- 1968: Die Nacht im Grenzwald
- 1974: Zum Beispiel Josef
- 1977: Zur See (Fernsehserie, 1 Episode)
- 1980: Alma schafft alle (Fernsehfilm)
- 1981: Polizeiruf 110: Nerze (Fernsehreihe)
- 1982: Die Gerechten von Kummerow
- 1984: Die Leute von Züderow (Fernsehserie, 1 Episode)

## Theater
- 1950: Helmuth Vogt: Herr Glitsch wird es schaffen – Regie: Gottfried Oelschlägel (Landestheater Neustrelitz)
- 1962:Helmut Sakowski: Weiberzwist und Liebeslist – Regie: Hanns Matz (Bühnen der Stadt Gera)
- 1966: Wiktor Rosow: Unterwegs – Regie: Klaus Krampe (Stadttheater Plauen)
- 1969: Jewgeni Schwarz: Der Schatten (Pietro) – Regie: Klaus Krampe (Stadttheater Plauen)
- 1979: Horst Krüger/Waltraut Lewin: Rosa Laub – Regie: ? (Volkstheater Rostock)